# Augustów-Kanal

Übersichtskarte

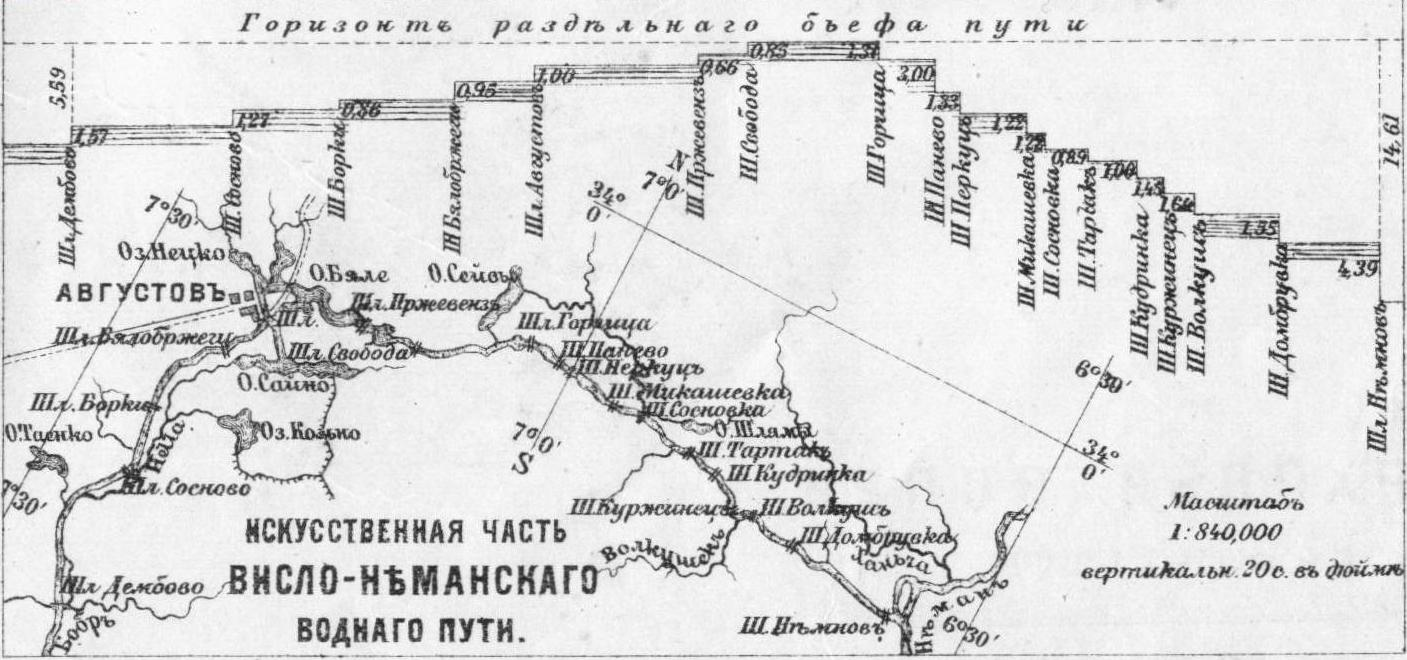
Höhenprofil des Kanals

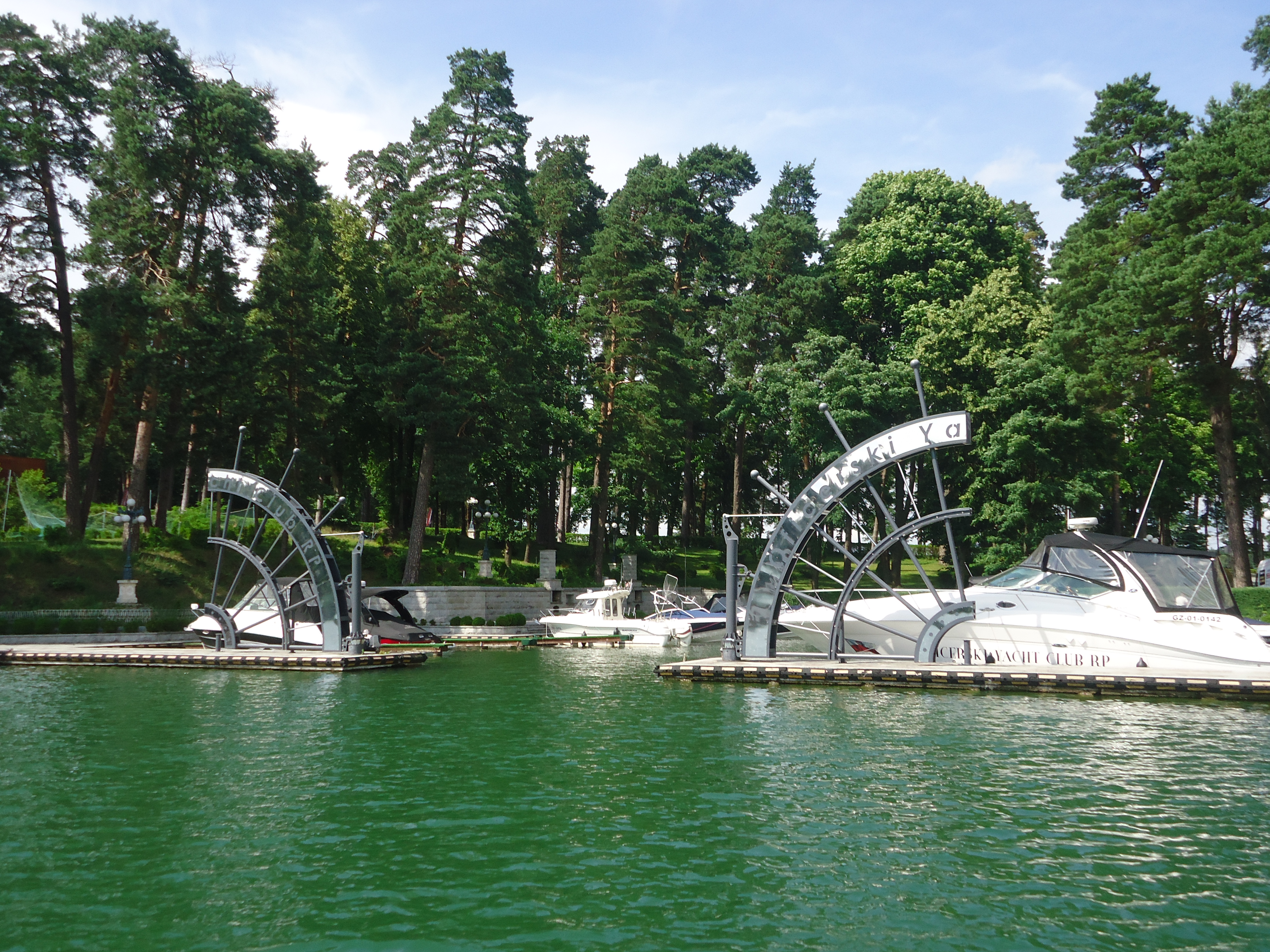
Anlegestelle am Augustów-Kanal

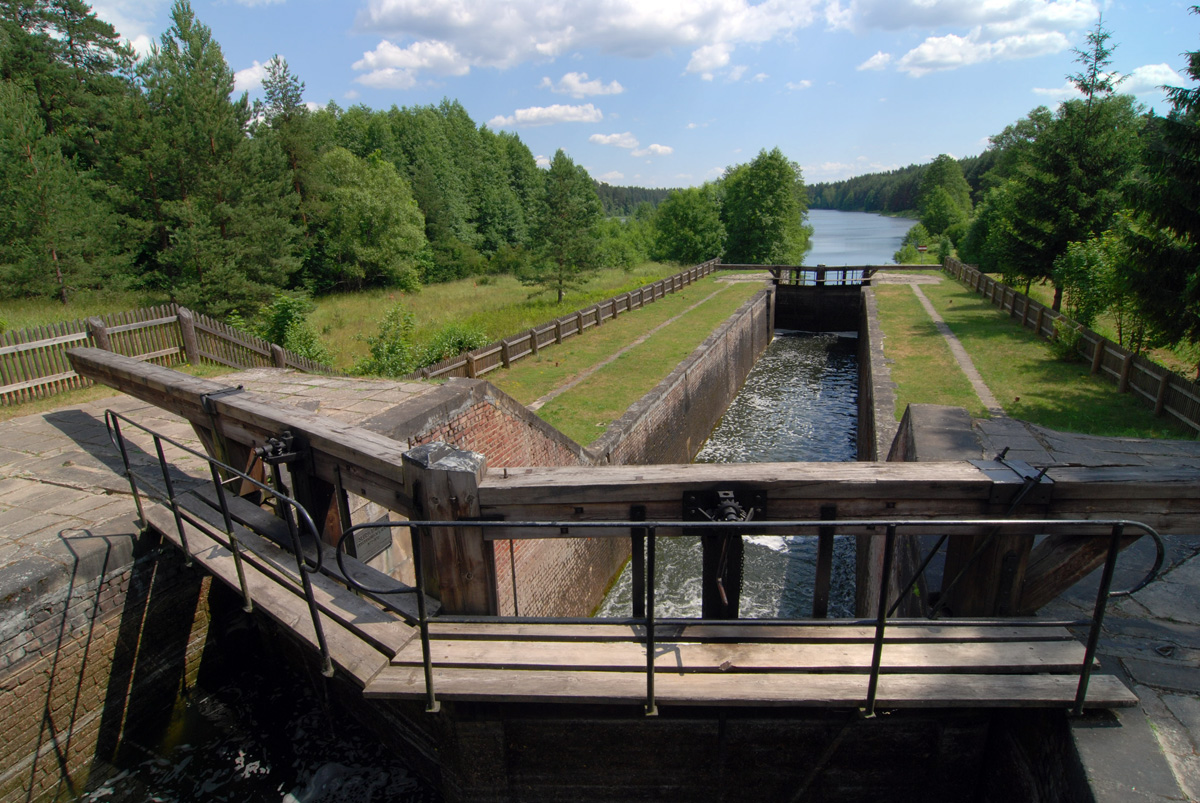
Schleuse am Augustów-Kanal

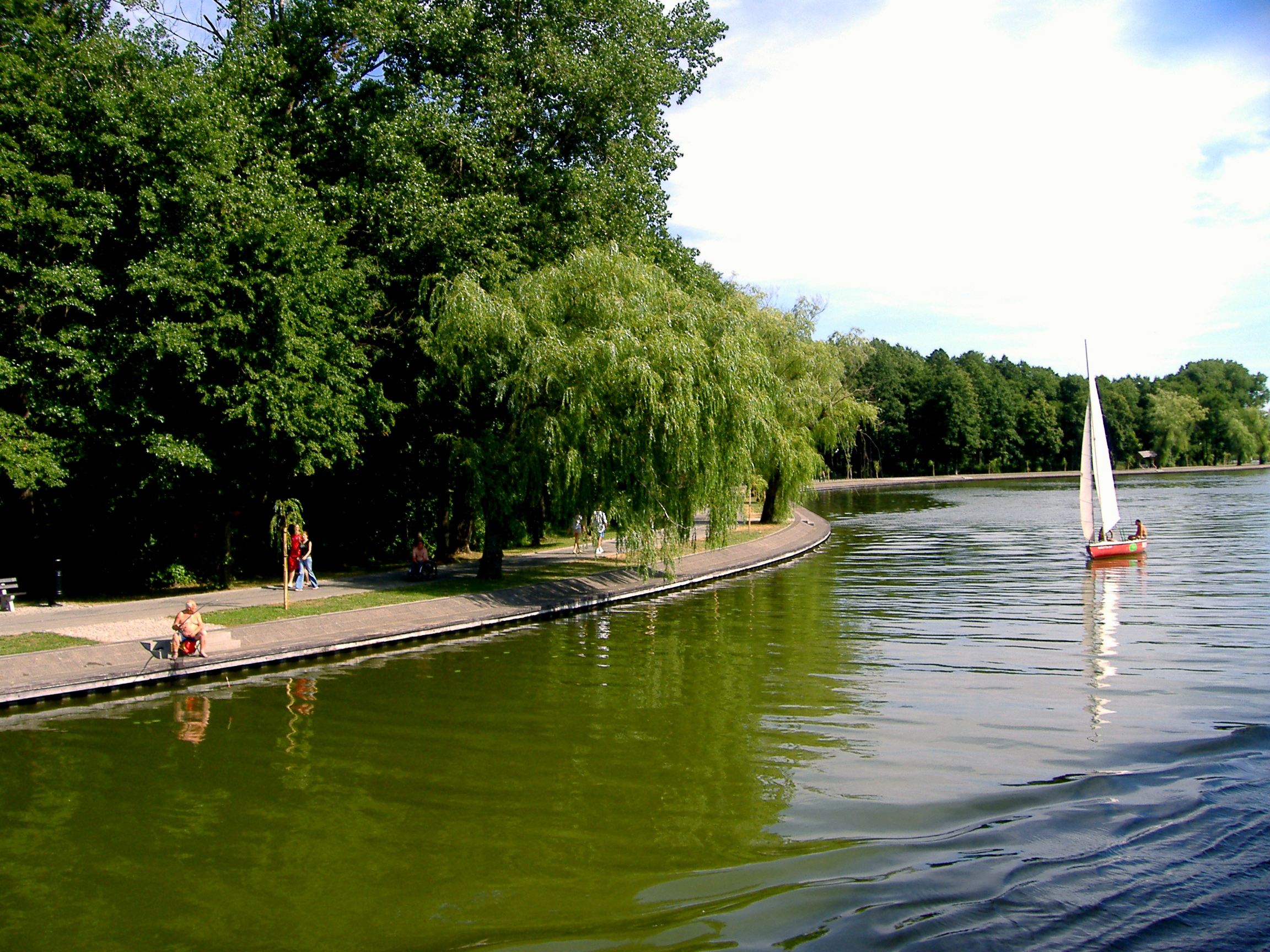
Kanalstrecke in Augustów

Der Augustów-Kanal (belarussisch Аўгустоўскі канал Auhustouski kanal, polnisch Kanał Augustowski) bei Augustów ist eine im 19. Jahrhundert erbaute künstliche Wasserstraße, die polnisches und belarussisches Gebiet durchquert.

## Bedeutung und geschichtlicher Hintergrund
Als Preußen im Jahre 1821 ungewöhnlich hohe Zollgebühren für den Transit polnischer Waren durch preußisches Gebiet einführte, war der Wasserweg über die Weichsel zur Ostsee für Polen praktisch abgeschnitten, so war es gezwungen, nach Alternativen zu suchen. Der polnische Wirtschaftsminister Franciszek Ksawery Drucki-Lubecki brachte die Idee auf, eine neue Handelsroute zu eröffnen, die unter Umgehung preußischen Territoriums im Norden Polen mit dem Hafen Ventspils (Windau) verbinden sollte.
Der polnische General Ignacy Pradzyński entwickelte den konkreten Plan, in einem ersten Schritt Weichsel und Memel durch einen Kanal zu verbinden. In einem weiteren Abschnitt sollte dann der Memelzufluss Dubysa mit der Venta verbunden werden, um eine durchgängig schiffbare Verbindung zum russischen Hafen Ventspils zu schaffen. Auch eine südliche Option zum Schwarzen Meer wurde erwogen.
Zur Ausführung kam der Augustów-Kanal, benannt nach der von ihm durchquerten Stadt im Nordosten Polens, mit dem die Verbindung zwischen Weichsel und Memel geschaffen wurde. Die Bauarbeiten dauerten von 1823 bis 1839. Das Kanalsystem nahm mit der südlich von Augustów gelegenen Schleuse Dębowo am Fluss Biebrza seinen Anfang und endete nördlich der damals zum russischen Reich gehörenden Stadt Hrodna mit einer Schleuse zur Memel. Die Wasserstraße, die auch mehrere kanalisierte Flüsse einbezog und durch zahlreiche Seen führte, erreicht eine Länge von 101 Kilometern. Zur Überwindung des Höhenunterschieds von 55 Metern wurden 18 Kammerschleusen gebaut, beim polnischen Ort Paniewo wurde eine Zweikammerschleuse errichtet.
Der Augustów-Kanal selbst stellte aber nur einen Teilabschnitt der ursprünglich geplanten Verbindung bis Ventspils dar – da auch der Unterlauf der Memel auf preußischem Gebiet lag, hätte auch dieser umgangen werden müssen. Die Arbeiten am Venta-Dubysa-Kanal wurden aufgegeben, u. a. auch, weil Preußen inzwischen in der Zollfrage Entgegenkommen gezeigt hatte.
Mit der Schaffung des Polnischen Korridors durch den Versailler Vertrag (1919) erhielt Polen wieder unmittelbar Zugang zur Ostsee und der Augustów-Kanal verlor an wirtschaftlicher Bedeutung. Nach der Grenzziehung von 1945 lagen 80 Kilometer des Kanals mit 14 Schleusen auf polnischen Gebiet, er wird heute nur noch für den Tourismus und die Sportschifffahrt genutzt. 2007 wurde die belarussische Seite renoviert, seitdem ist dieser Wasserweg wieder geöffnet.

## Allgemeine Informationen
Länge des Kanals: 101 km (davon 82 km in Polen)
Den Kanal bilden (abgesehen von den 18 Schleusen):
- der Netta-Fluss
- der Czarna-Hańcza-Fluss, einer der bedeutendsten Flüsse der Suwalker Region (polnisch: Suwałki)
- die Augustusseen (Seengruppe in der Woiwodschaft Podlachien)

Sehr viele Wasservögel bewohnen die Kanalgegend: Schwäne, Enten und Gänse. Zu den Fischen, die im Kanal vorkommen, zählen: Schleie, Brachse, Barsche, Hechte, Aale, Karausche, Quappen, Rotaugen und Ukeleien.